# Chien de Castro Laboreiro
Le chien de Castro Laboreiro (cão de Castro Laboreiro en portugais) est une race de chiens originaire du village de Castro Laboreiro au Portugal. D'origine inconnue, la race est cependant considérée comme l'une des plus anciennes du Portugal. De distribution très limitée, c'est une race très méconnue en dehors du Portugal.
Le chien de Castro Laboreiro est un chien de montagne de grande taille et de type lupoïde. La robe à poil court est bringée, et les éleveurs recherchent une couleur particulière, dite « montagne », un bringé gris.
Le chien de Castro Laboreiro est utilisé comme chien de berger pour la protection des troupeaux de bovins contre les loups. C'est un excellent chien de garde.

## Historique

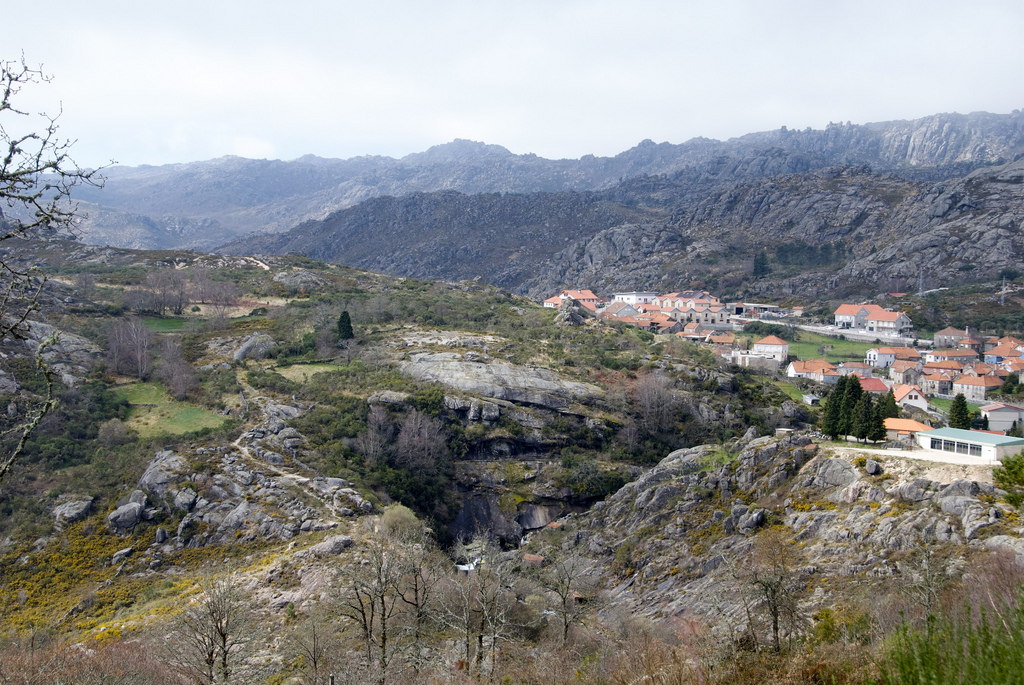
Le village de Castro Laboreiro et les montagnes avoisinantes, berceau d'origine de la race.

Le chien de Castro Laboreiro est sans doute, avec le chien de la Serra da Estrela, l'une des plus anciennes races du Portugal. Il est originaire du petit village de Castro Laboreiro situé au nord de la péninsule Ibérique, dans une région montagneuse et reculée propice au maintien du type morphologique de cette race. Il ne se trouve que dans les montagnes de Peneda et de Soajo et dans les régions des fleuves Minho et Lima, s'adaptant à des altitudes allant jusqu'à 1 400 mètres. Le chien de Castro Laboreiro est traditionnellement sélectionné pour garder les troupeaux de vaches. La race est très peu répandue et introuvable en dehors de son pays d'origine.
Les premiers spécimens de la race sont inscrits dans le livre des origines portugais (LOP) en 1932. Le premier standard est rédigé en 1935. Le nombre d'inscriptions annuelles de 1932 à 1983 a rarement dépassé la trentaine de sujets. Après 1983, le nombre d'inscriptions s'est progressivement accru jusqu'en 1996 avec un record de 173 chiens inscrits. Une centaine de chiens de Castro Laboreiro sont inscrits chaque année au LOP depuis 2006. Le chien de Castro Laboreiro est en 2010 la septième race portugaise la plus populaire au Portugal.

## Standard

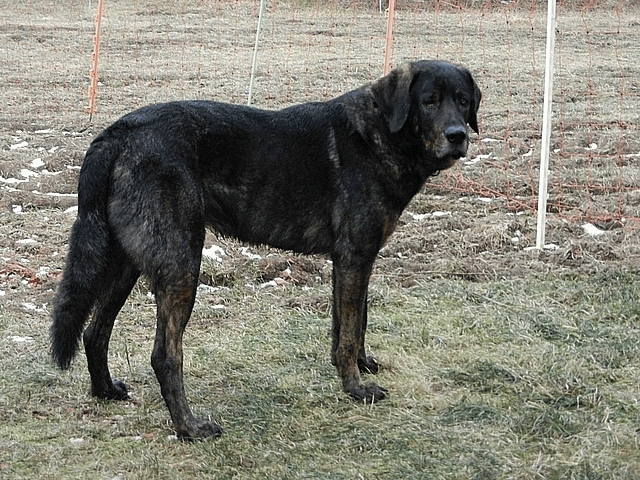
Chien de Castro Laboreiro.

Le chien de Castro Laboreiro est un chien de grande taille de type mâtin et lupoïde, d'aspect vigoureux et robuste. Le corps s'inscrit dans un rectangle. Épaisse à sa base, la queue atteint le jarret. La répartition des poils lui donne un aspect plus épais au centre. Au repos, elle tombe entre les fesses tandis qu'en action, elle est relevée au-dessus de la ligne du dessus sans toucher le bas du dos. Les membres sont forts et bien musclés, avec une ossature développée. Les allures sont rythmées et faciles, les membres se mouvant parallèlement au corps. Les allures les plus utilisées sont le pas normal et parfois le pas d'amble, le trot et le galop sont plus rares.
De grandeur moyenne, la tête est plutôt légère, sèche sans être décharnée en forme de rectangle allongé. Le stop n'est pas marqué. De grandeur moyenne, les yeux en amande sont disposés obliques ; ils sont de couleur marron plus ou moins clair en accord avec la robe. Placées relativement haut, les oreilles sont tombantes, de forme triangulaire arrondie à l'extrémité. La largeur de l'oreille est égale à sa longueur.
Le poil est court sur le corps, plutôt terne, lisse, épais et bien couché, sans sous poil. Il est plus court et plus dense sur la tête, les oreilles et sur les membres en dessous du coude et du jarret. Il est plus épais et long sur les fesses. La robe est le plus souvent bringée clair ou foncé dite « montagne ». Une petite tache blanche est admise sur le poitrail. Selon le standard de la Fédération cynologique internationale, les éleveurs de la région de Castro Laboreiro considèrent le « montagne » comme une caractéristique de la race. Le montagne est une robe bringée allant de la couleur du pignon de pin à l'acajou.

## Caractère
Le standard FCI décrit le chien de Castro Laboreiro comme loyal, docile, vigilant, agile et actif. Son aboiement très sonore, décrit comme un « son profond au début qui monte en tons de basse pour se terminer en un son prolongé de haute tonalité », proche d'un hululement, est caractéristique de la race. Très agile et actif, il peut se montrer hostile avec les étrangers sans être querelleur.
L'éducation doit se faire avec fermeté et sans brutalité afin de s'adapter au caractère assez fort de la race.

## Utilité

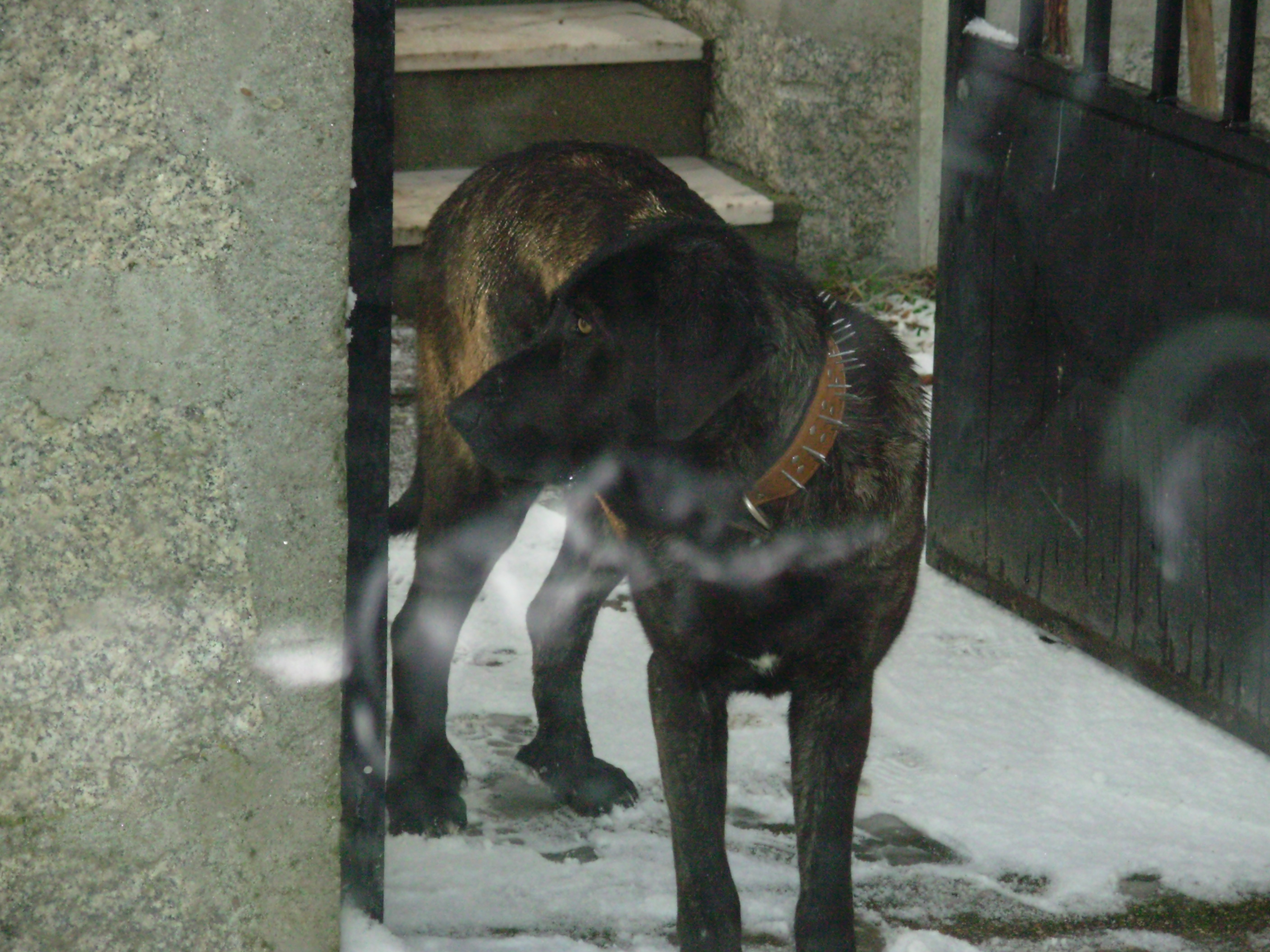
Un chien de Castro Laboreiro gardant une maison à Castro Laboreiro.

Le chien de Castro Laboreiro est un chien de berger de type bouvier, spécialisé dans la protection des troupeaux, notamment contre les loups. C'est un chien de garde très compétent.
Au Portugal, le Comité de la région achètent des chiens de Castro Labreiro pour protéger la population et le bétail des petits hameaux isolés.